# Paralimnophila neocaledonica
Paralimnophila neocaledonica là một loài ruồi trong họ Limoniidae. Chúng phân bố ở miền Australasia.